# Oliveira Ribeiro Neto
Pedro Antônio de Oliveira Ribeiro Netto (São Paulo, 20 de janeiro de 1908 - São Paulo, 1989) foi diplomado em letras e em ciências jurídicas e sociais pela Faculdade do Largo de São Francisco, promotor público, juiz, adido cultural do Itamaraty, membro e presidente da Academia Paulista de Letras, jornalista, crítico literário, escritor, poeta e tradutor brasileiro.

## Biografia
Filho de Dario Sebastião de Oliveira Ribeiro, professor da Faculdade de Direito de São Paulo, e de D. Edith Reis de Oliveira Ribeiro, nasceu no dia 20 de janeiro de 1908, na cidade de São Paulo.
Oliveira Ribeiro Neto foi membro da Academia Paulista de Letras, cadeira nº 26, durante 35 anos, tendo sido eleito presidente três vezes. Presidiu a União Brasileira de Escritores por algumas vezes, substituindo presidentes que se afastaram do cargo, e cumpriu o mandato remanescente de Afonso Schmidt, que faleceu em 1964. Ocupou a presidência durante o período da ditadura militar, quando enfrentou a situação de ver vários escritores da UBE detidos pelo Departamento de Ordem Política. Ficou na presidência até 1967, quando foi substituído por Raimundo de Menezes.

## Obras
- Dia de sol, D. P. & C. (poesia), 1928
- A Festa do amor (poema), 1929
- Luiz Gama, o libertador (conferência), 1931.
- Corrigir e prevenir (tese jurídica), 1931.
- Vida (poesia), Editora Independente, 1932
- Os Crimes dos Epiléticos - Tese de Doutoramento, Faculdade de Direito de São Paulo, 1934.
- A Confederação dos Tamoios (conferência), 1934
- Discurso de Recepção na Academia Paulista de Letras, 1936.
- Estrela d'Alva (poesia), Revista dos Tribunais, 1937.
- A Vida continua (romance), Livraria José Olympio Editora, 1939
- Canções das sete cores (poesia), Livraria José Olympio Editora, 1941.
- Cantos de glória (poesia), Livraria Martins Editora, 1946.
- Castro Alves em São Paulo, Conferência de Oliveira Ribeiro Neto, proferida na cidade de Salvador, no centenário do poeta, como representante oficial do Estado de S. Paulo, da Academia Paulista de Letras, da Associação dos Antigos Alunos da Faculdade de Direito de São Paulo e do Centro Acadêmico XI de Agosto, em 1947.
- Sol na montanha, Livraria Martins Editora, 1949
- O Natal de Jesus, 1950
- Barrabás, o Enjeitado, Clube do Livro, 1954, Prêmio do Departamento Municipal de Cultura de São Paulo.
- Os Bens de Deus, Livraria Martins Editora, 1954
- Cinco Capítulos das Letras Brasileiras, Conselho Estadual de Cultura, 1962. Crítica Literária.
- O Rei Dom Carlos de Portugal, 1964
- As Árvores do vale, Livraria Martins Editora, 1964
- O Romance de Maria Clara, Clube do Livro, 1965
- Arco triunfal, Editora Máxima, 1968
- Sicília Poesia, Editora Ltda, 1970.
- Pastor do Tédio, Editora Paulista Bignardi, 1970. Recebeu o Prêmio Juca Pato em 1970. Poesia.
- Eu Canto a América, Editora Palma, 1976[4]

## Traduções
- A Tragédia de Romeu e Julieta, Livraria Martins Editora, edições em 1948, 1951, 1954, 1960. Edição pela Villa Rica em 1997.
- Hamlet, Livraria Martins Editora, edições em 1948, 1951, 1954, 1960. Edição pela Villa Rica em 1997.
- Macbeth, Livraria Martins Editora, edições em 1948, 1951, 1954, 1960. Edição pela Villa Rica em 1997.
- Uma Mulher ao sol, Frank Swinnerton, Editora do Brasil, 1945.
- Moinho do Rio Floss (The Mill on the Floss), George Elliot, Livraria José Olympio Editora, 1945.
- Casamento de Experiência, Concordia Merrel, Biblioteca das Moças, volume 11, Companhia Editora Nacional.
- Primeiro amor, Marion Forrester, Biblioteca das Moças, volume 16, Companhia Editora Nacional.
- A Sogra, Emma Southworth, Biblioteca das Moças, volume 21, Companhia Editora Nacional, 1942.
- Vida da Duqueza de Berry, Armand Praviel, Edições Cultura, 1936.
- Vida de Paganini, J. G. Prod’Homme, 1955, Editora Atena.
- Alice no País das Maravilhas, Lewis Carroll, Editora do Brasil, s. d.
- Alice no Fundo do Espelho (Alice Pleasance Liddell), Lewis Carroll, Editora do Brasil, s. d.